# Ларрима
Ларрима́ (англ. Larrimah) — небольшой город в Австралии, находящийся в Северной территории. Располагается в 497 километрах от Дарвина.

## Население
По данным Австралийской переписи населения 2021 года, в Ларриме проживает 27 человек. Во время пропажи Пэдди Мориарти  население было лишь 11 человек

## Описание
В Ларриме есть отель под названием «Розовая пантера» вместе с пабом внутри. Также имеется музей, посвященный Ларриме. Для доставки почты есть почтовое отделение.

## Исчезновение Пэдди Мориарти
Пэдди Мориарти (род. 30 марта 1947, Лимерик) — 70-летний (на момент исчезновения) уроженец Ирландии, который переехал в Австралию в возрасте 18 лет. В 2008 году он поселился в Ларриме, где в 2010 году купил неиспользуемую станцию техобслуживания за $30,000. В то же время у Пэдди была собака по кличке Ровер. В декабре 2016 Ровер умер, но Пэдди всё же задумался о новой собаке и в ноябре 2017 года его друг передал ему 12-месячную собаку по кличке «Келли».
Мориарти любил чистоту и порядок, поэтому он работал в отеле «Розовая пантера» на его владельца — Барри Шарпа. 16 декабря, 2017 года в 9 часов утра он сел на свой квадроцикл со своей собакой Келли и поехал в отель. В течение дня он купил там же несколько банок пива. В тот день, когда наступил вечер, Пэдди Мориарти сказал Шарпу, что не придет завтра на работу, после чего уехал со своим псом к себе домой. С того момента Мориарти никто больше не видел. После того, Патрик не появлялся на улице уже два дня и его поиски оказались безуспешными, жители Ларримы Марк и Карен Рейнеры попросили Барри Шарпа вызвать полицию. После прибытия полиция обследовала дом Пэдди и провела поиски на мотоциклах. В последующие дни также были проведены поиски на вертолётах в радиусе 10 километров, но полиция не обнаружила никаких признаков Мориарти или Келли.